# Henri V de Mecklembourg-Schwerin
Pour les articles homonymes, voir Henri de Mecklembourg-Schwerin.
Henri V de Mecklembourg-Schwerin, dit le Pacifique (en Allemand : Heinrich V der Friedfertige von Mecklenburg), (3 mai 1479 - 6 février 1552) fut duc de Mecklembourg-Schwerin.

## Biographie

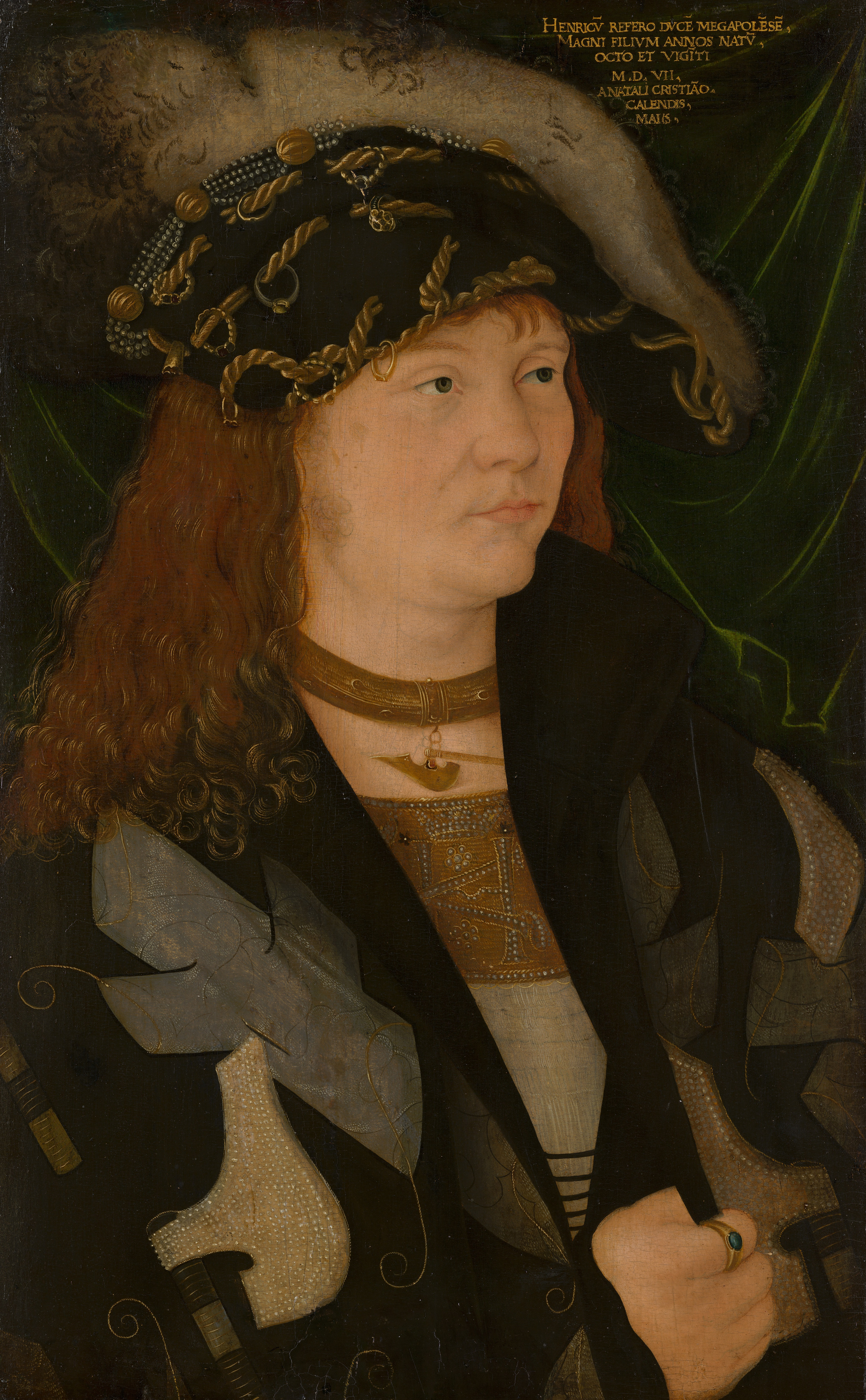

Fils de Magnus II de Mecklembourg et de Sophie de Poméranie-Wolgast. À la mort de son père, Henri V de Mecklembourg-Schwerin régna conjointement avec ses frères Éric II et Albert VII et son oncle Balthazar depuis le 27 décembre 1503. Son oncle Balthasar décéda le 16 mars 1507, son frère Éric II le 22 décembre 1508, tous deux sans héritiers. Henri V et Albert VII gouvernèrent ensemble, tout d'abord, bien qu'Albert revendiqua à plusieurs reprises son propre territoire, ce qui se réalisa le 22 décembre 1534, Henri régna sur le Schwerin et Albert sur le Güstrow, sans que soit opéré un partage officiel des territoires.
En 1523, débuta plus ou moins publiquement, l'enseignement de la Réforme luthérienne, cet enseignement devint officiel sous son règne. Dès le début, Henri V de Mecklembourg-Schwerin favorisa cet enseignement, mais de manière prudente, après la Confession d'Augsbourg, elle se fit de manière plus franche. Depuis 1525, Henri V de Mecklembourg-Schwerin avait une correspondance épistolière avec Martin Luther, celui-ci lui envoya des enseignants et des prédicateurs.
Le 12 juin 1526, Henri V adhéra à la Diète de Spire, en 1532 il affirma publiquement et solennellement sa foi en l'Église réformée. De ce jour, Henri V de Mecklembourg-Schwerin organisa extérieurement et intérieurement un nouvel enseignement religieux. En 1537, Henri V de Mecklembourg-Schwerin fit rédiger par M. Riebling, récemment nommé superintendant et recommandé par Martin Luther, un ordre de l'Église, un catéchisme et une bible protestante.
Malgré tout, Henri V n'adhéra pas à la Ligue de Smalkalde, il s'opposa à l'introduction en 1548, de la guerre de religion en Allemagne qui débuta après le décès de Martin Luther.

### Mariages
Henri se maria trois fois. D'abord le 12 décembre 1505 avec Ursula de Brandebourg, fille du Prince-électeur Jean Ier Cicéron de Brandebourg, née le 17 octobre 1488, décédée le 18 septembre 1510. Trois enfants sont nés de cette union :
- Sophie de Mecklembourg-Schwerin (1508-1541), en 1528 elle épousa le duc Ernest Ier de Brunswick-Lunebourg), (1497-1546)
- Magnus III de Mecklembourg-Schwerin (1509-1550), en 1543 il épousa Élisabeth de Danemark (†1586), (fille de Frédéric Ier de Danemark)
- Ursula de Mecklembourg-Schwerin (1510-1586), elle fut abbesse au monastère de Ribnitz

Veuf, Henri V de Mecklembourg-Schwerin épouse, le 12 juin 1513, Hélène du Palatinat (en), fille du Prince-électeur Philippe Ier du Palatinat, née en 1493, décédée le 4 août 1524. Trois enfants sont nés de cette union :
- Philippe de Mecklembourg-Schwerin (1514-1557), duc de Mecklembourg-Schwerin de 1552 à 1557
- Marguerite de Mecklembourg-Schwerin (1515-1559), en 1537 elle épousa le duc Henri II de Münsterberg-Œls (†1548)
- Catherine de Mecklembourg-Schwerin (1518-1581), en 1538 elle épousa Frédéric III de Legnica (†1540)

De nouveau veuf, Henri V de Mecklembourg-Schwerin épouse, le 14 mai 1551, Ursula, fille du duc Magnus Ier de Saxe-Lauenbourg, qui mourut à Minden en 1565. Aucun enfant n’est né de cette union.

## Généalogie
Henri V de Mecklembourg-Scwerin appartient à la lignée de Mecklembourg-Schwerin appartenant à la première branche de la Maison de Mecklembourg.